# 阿尔弗雷多·佩雷斯·鲁瓦尔卡瓦
阿尔弗雷多·佩雷斯·鲁瓦尔卡瓦（西班牙語發音：[alˈfɾeðo ˈpeɾeθ ruβalˈkaβa]，1951年7月28日—2019年5月10日），生於西班牙的坎塔布里亞，為西班牙工人社會黨政府的內政大臣，並於2010年及2011年間出任副首相。他在马德里康普顿斯大学取得化學博士學位，之後在該校任教。自1996年起擔任西班牙议会議員。

## 生平
1951年7月出生于坎塔布里亚的索拉雷斯镇。1974年加入西班牙工人社会党。

### 政治生涯

#### 冈萨雷斯内阁
在费利佩·冈萨雷斯就任首相后，鲁瓦尔卡瓦于1992年被任命为教育科学部大臣。在1993年西班牙大选后，他被任命为首相府大臣兼政府发言人。

#### 反对党时期
1996年，何塞·玛丽亚·阿斯纳尔当选首相后，工人社会党沦为反对党。在这个时期，他是负责与巴斯克地区恐怖组织埃塔谈判的主要政府负责人之一。
1996年至2000年在马德里市议会担任议员。

#### 萨帕特罗内阁
工人社会党在2008年西班牙大选获胜后，他就任罗德里格斯·萨帕特罗内阁的内政部大臣，同时出任西班牙国会众议院加的斯选区议员。5月20日至6月30日，代替因产假暂时离开的卡梅·查孔出任代理国防大臣。
2010年10月21日，代替玛丽亚·特蕾莎·费尔南德斯·德拉维加成为第一副首相兼政府发言人。

#### 首相候选
在2011年5月27日的工人社会党全国代表大会中，他被指定为大选的首相候选人。
2011年7月，他辞去了副首相、政府发言人及内政部大臣的职务，以专心应对即将到来的大选。
在2011年11月的大选中，工人社会党被马里亚诺·拉霍伊领导的人民党打败。他仅获得700万左右的票数，工人社会党在议会中仅保住了110个议席，是西班牙民主转型以来的最糟糕成绩。

#### 工人社会党总书记
2011年西班牙大选失利后，他表明了参与2012年2月工人社会党总书记竞选的意愿。他的主要竞争对手是前国防大臣卡梅·查孔。
在2012年2月4日的工人社会党全国代表大会中，他以高于查孔22票的优势成功当选总书记。
在2014年歐洲議會選舉中，工人社会党遭遇惨败，他几天后宣布辞任总书记职位。之后，佩德羅·桑切斯继任了他的职位。

### 引退
他重新回到了马德里康普顿斯大学，继续教授有机化学课程。2016年加入了《国家报》编辑部，在2018年7月前一直是编辑。
2018年12月26日，在马德里市议会选举中，他谢绝了佩德罗·桑切斯对他的马德里市长候选人提名。
2019年5月8日，他因中風被送往马德里郊区马哈达翁达的一所医院，2天后不幸逝世，享年67岁。